# Trencapinyes
El trencapinyes comú, picapinyes, trencapinyons, pinyerol, bectort, bec creuat, o bec crusat (Loxia curvirostra) és, tant per la seua morfologia com per alguns dels seus aspectes i costums (reproducció, alimentació, distribució, etc.) un dels ocells més curiosos i sorprenents de l'avifauna dels Països Catalans. Viu a Euràsia (incloent-hi les illes Fèroe, Irlanda, la Gran Bretanya, el Japó i les Filipines), el Magrib (Algèria, Tunísia i Marroc) i Amèrica del Nord (incloent-hi Bermuda, Belize, El Salvador, Guatemala, Hondures, Nicaragua i Saint-Pierre i Miquelon). És itinerant a l'Afganistan, Groenlàndia, Islàndia, Jordània, Líbia, Malta, Svalbard, Jan Mayen i Tadjikistan.
A Catalunya és una espècie propera a l'amenaça, tot i que a Europa en general està fora de perill.
Hi ha una subespècie endèmica de les Illes Balears, la L. curvirostra balearica.

## Morfologia

### mida
És un dels fringíl·lids més grossos, ja que fa 16 cm i pot arribar a pesar 48 g, amb una envergadura de 29 cm.

### coloració
El dimorfisme sexual pel que fa a la coloració és força manifest, bé que hi ha molta variació individual i subespecífica. En els mascles domina el vermell rajol, que en alguns individus pot adoptar tonalitats ataronjades. En la femella, en canvi, la coloració dominant és la marró oliva amb carpó i sota del cos groguencs. Els joves inicialment són ratllats (com la resta dels fringíl·lids carduelins) i la coloració és bruna en el dors i grisenca pàl·lida al dessota.

### anatomia i bec
Té el cap molt voluminós i la cua fortament enforcada. El seu bec és revingut i encreuat (únic en l'avifauna de la regió sudpaleàrtica) i és adaptat per a extreure les llavors de les pinyes de les coníferes. De vegades, és emprat per a traslladar-se entre el brancam; hi ha ocells que el tenen girat a la dreta i d'altres a l'esquerra. En néixer el tenen recte. Si, a més a més, hi afegim la peculiar manera de subjectar les pinyes amb les potes quan se les menja i les postures acrobàtiques que adopta per tal de netejar les pinyes de pinyons, ens recordarà un petit lloro. La potència que tenen les corbades mandíbules del bec és considerable, fins a l'extrem d'haver doblegat enreixats de gàbies.

### veu
El cant és agradable, però l'emet en un to força baix, cosa que no permet d'escoltar-lo de lluny. Sovint canta des del cimal dels pins més alts, on també sempre descansa. El reclam que emet consisteix en una nota característica i ressonant.
Més específicament, i d'acord amb la guia de camp de R.T. Peterson et alii, el cant és «de vegades suau, una barreja vacil·lant de refilets curts i notes cruixents, piulants i esberlants; algunes frases recorden el verdum. Reclam de vol un persistent, fort i emfàtic "glipp-glipp" o "txip-txip-txip"; altres reclams inclouen un suau "txuc-txuc"». Lars Jonsson, a la seva guia de camp, indica que «el reclam de vol o de contacte és un característic i metàl·lic "quip-quip" o "glip-glip". El cant, de tipus verdum, és irregular i ràpid, amb refilets, notes agudes i reclams barrejats. Alarma en profund "txüc-txüc"».
El seu cant es pot escoltar a la pàgina del Servidor d'informació ornitològica de Catalunya

## Ecologia
És abundant i regular als boscos de coníferes pirinencs i prepirinencs (pinedes de pi negre, avetoses, etc.), on manté dos tipus de poblaments: poblacions fixes reproductores i elements ambulants. Es troba principalment als estatges montà i subalpí, però té una preferència per l'estatge subalpí (a partir dels 1600 metres i fins als 2300). És, en canvi, local i irregular en els boscos (sempre pinedes) de la resta dels Països Catalans. A l'hivern es troba més repartit.
El vol és potent, però ondulat. S'alimenta gairebé exclusivament de llavors de coníferes, principalment de pícea i avet, però també pi, com ara pi negre, i làrix. La seva presència es pot intuir per la presència de pinyes obertes caigudes per terra.
Rarament baixa a terra i, si ho fa, és per beure. És un ocell social i molt gregari i oportunista, que forma petits estols, els quals, de vegades, poden assolir grans proporcions. Un tret molt notable de la seua biologia consisteix en les irrupcions, és a dir, anades o invasions de migrants en nombre desacostumat que es produeixen de forma asincrònica i imprevisible i que empenyen grans estols de trencapinyes comuns extrapirinencs devers una direcció determinada, bo i formant un autèntic envaïment a la zona d'irrupció. Les darreres irrupcions importants que van arribar a la Catalunya Central van ser l'any 1983 i el 1990.
A Amèrica del Nord, l'adult és depredat principalment per l'esparver nord-americà (Accipiter striatus), i els ous i polls pel gaig canadenc (Perisoreus canadensis), el gaig de Steller (Cyanocitta stelleri) i els rosegadors Tamiasciurus. Altres possibles depredadors inclouen rapinyaires com ara l'astor de Cooper (Accipiter cooperii), l'esmirla (Falco columbarius), el falcó pelegrí (Falco peregrinus), el xoriguer americà (Falco sparverius) i el mussolet muntanyenc (Glaucidium gnoma), o el passeriforme botxí septentrional o tuït (Lanius excubitor).
Similarment, a Euràsia és depredat principalment per rapinyaires i altres ocells especialitzats en caçar passeriformes, còrvids i esquirols.
Nia, independentment del fotoperíode, en qualsevol època de l'any, sempre en boscos de coníferes, amb una posta anyal de tres o quatre ous blancs o blanc-blavosos, amb taquetes i ratlles.

## Imatges

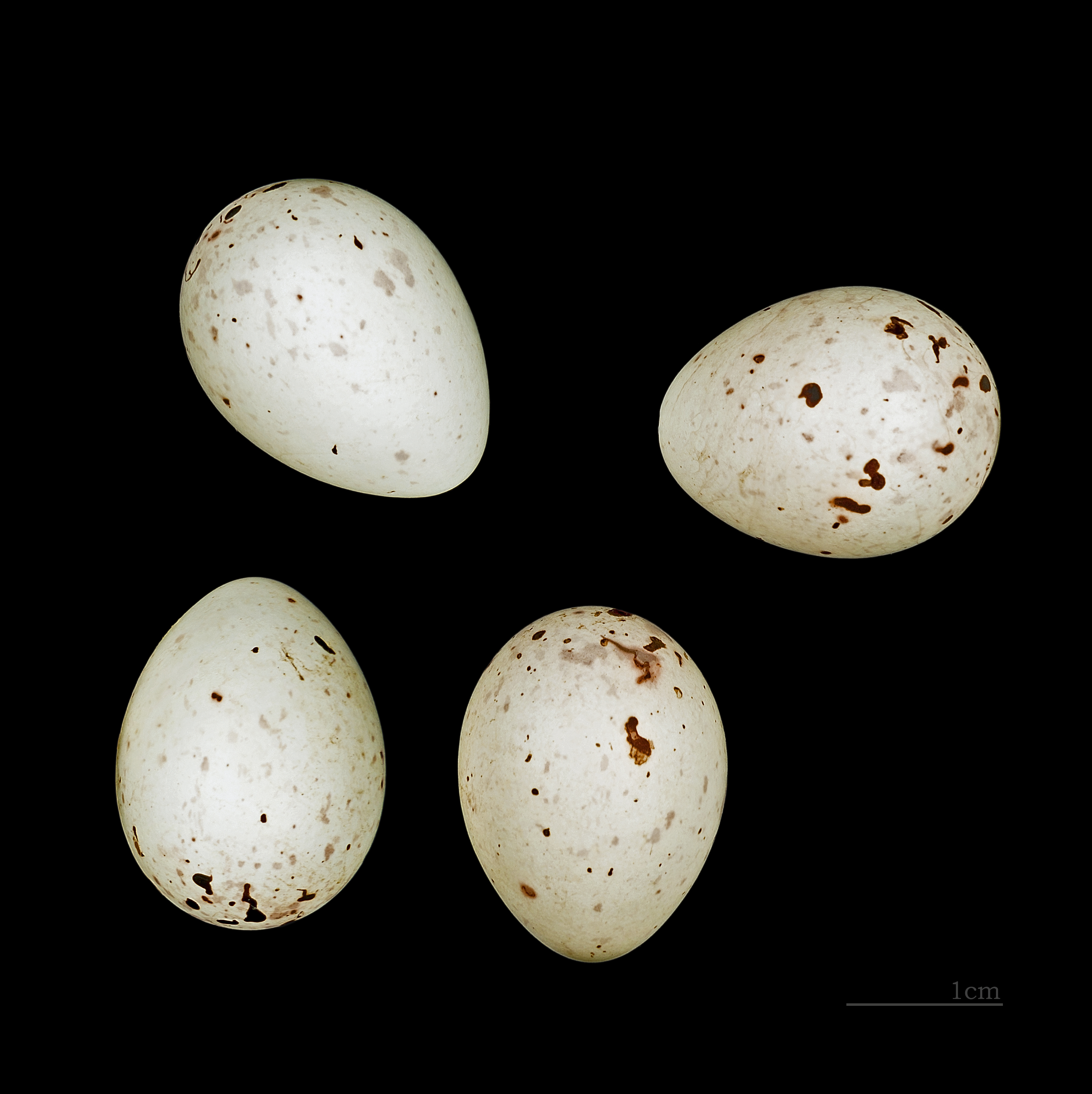
Ous
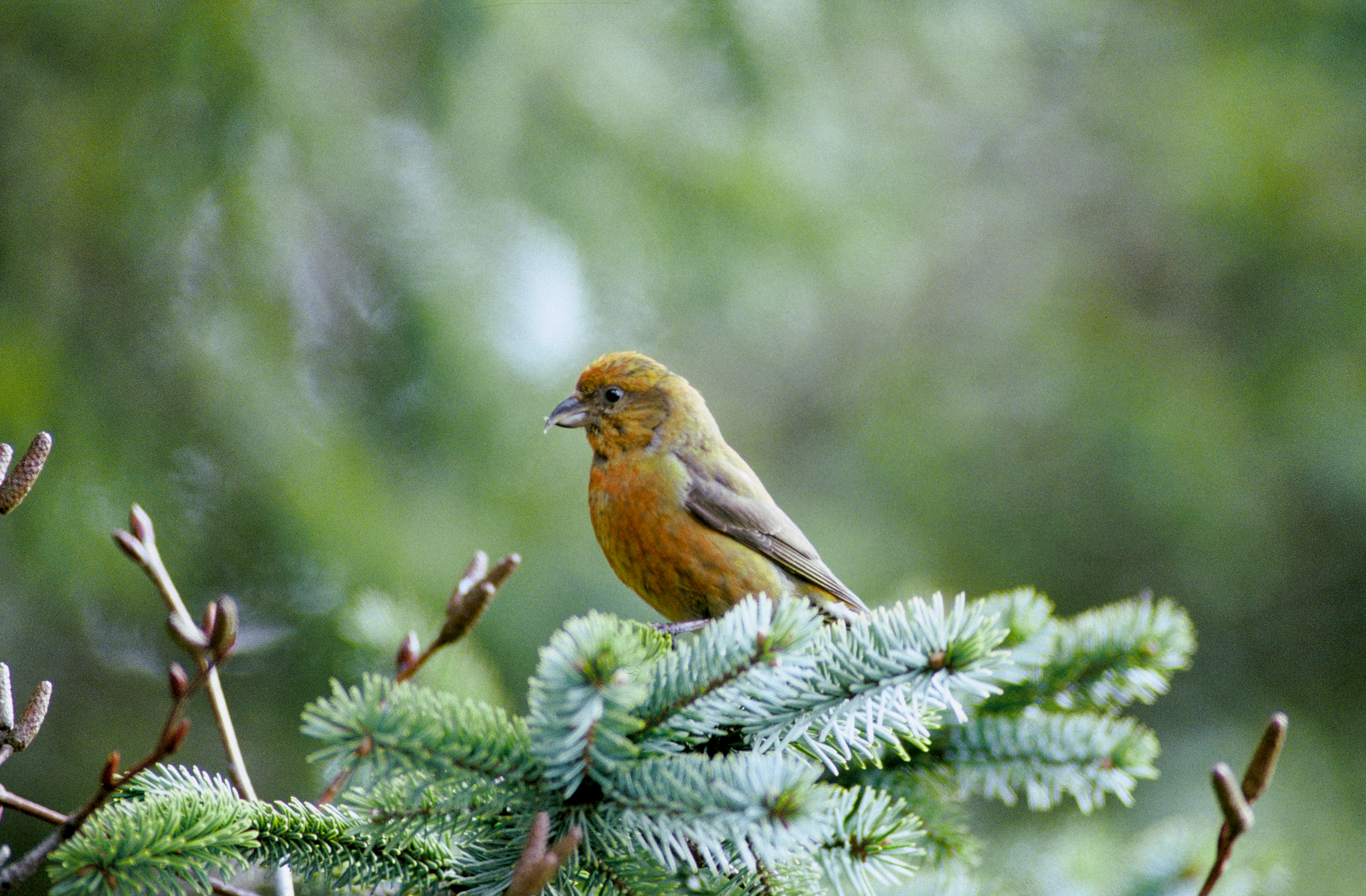
Exemplar a l'illa de Kodiak, Alaska, Estats Units.
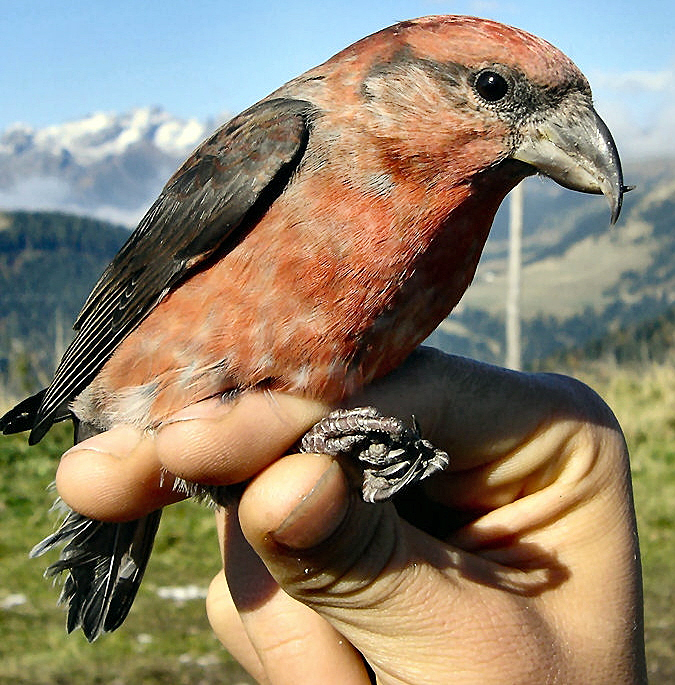
Un trencapinyes de prop
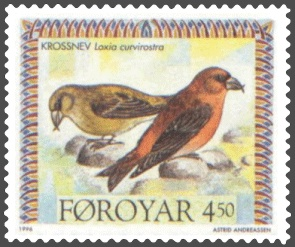
Segell de les Illes Fèroe de l'any 1996
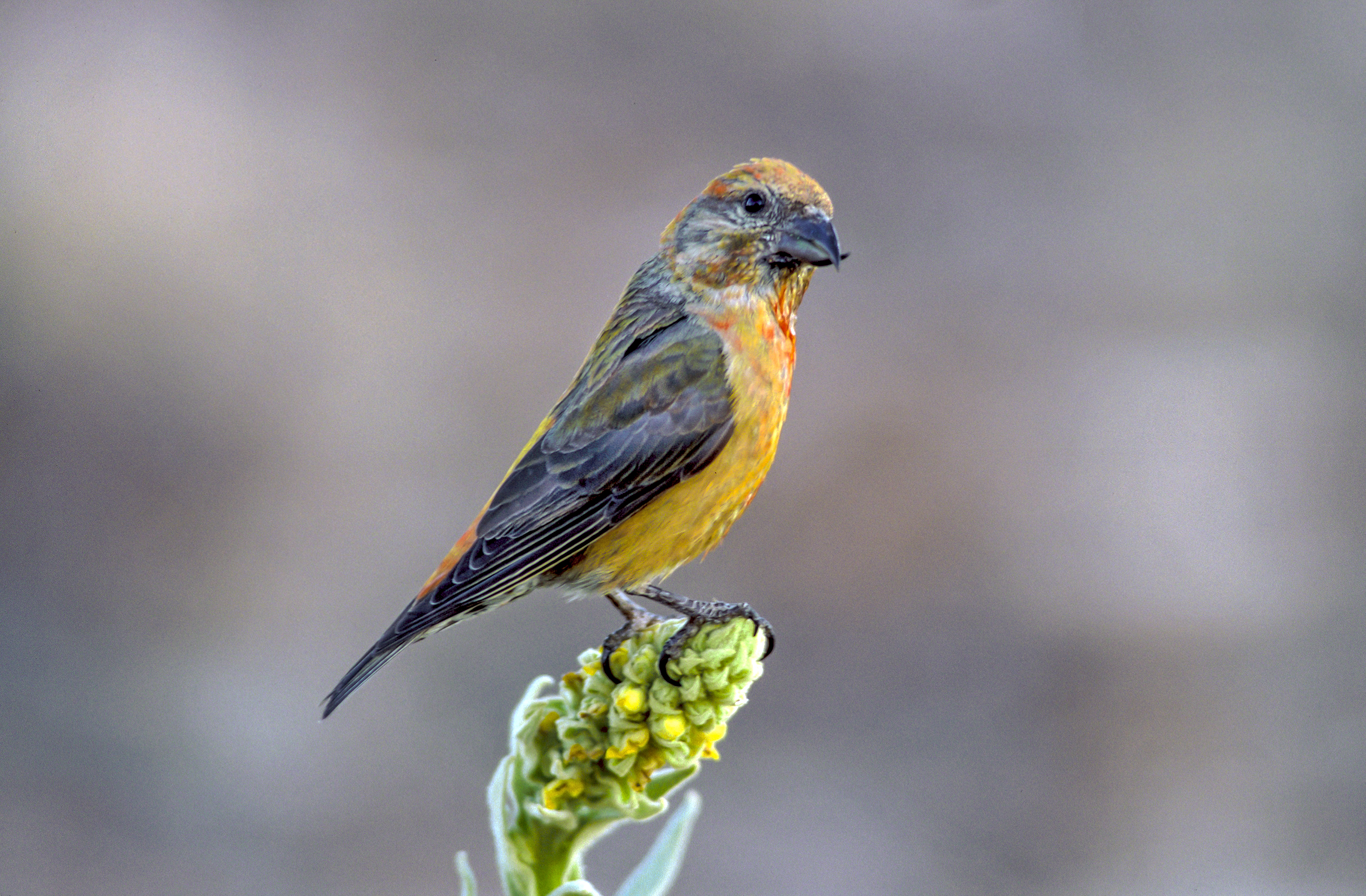
Un exemplar als EUA
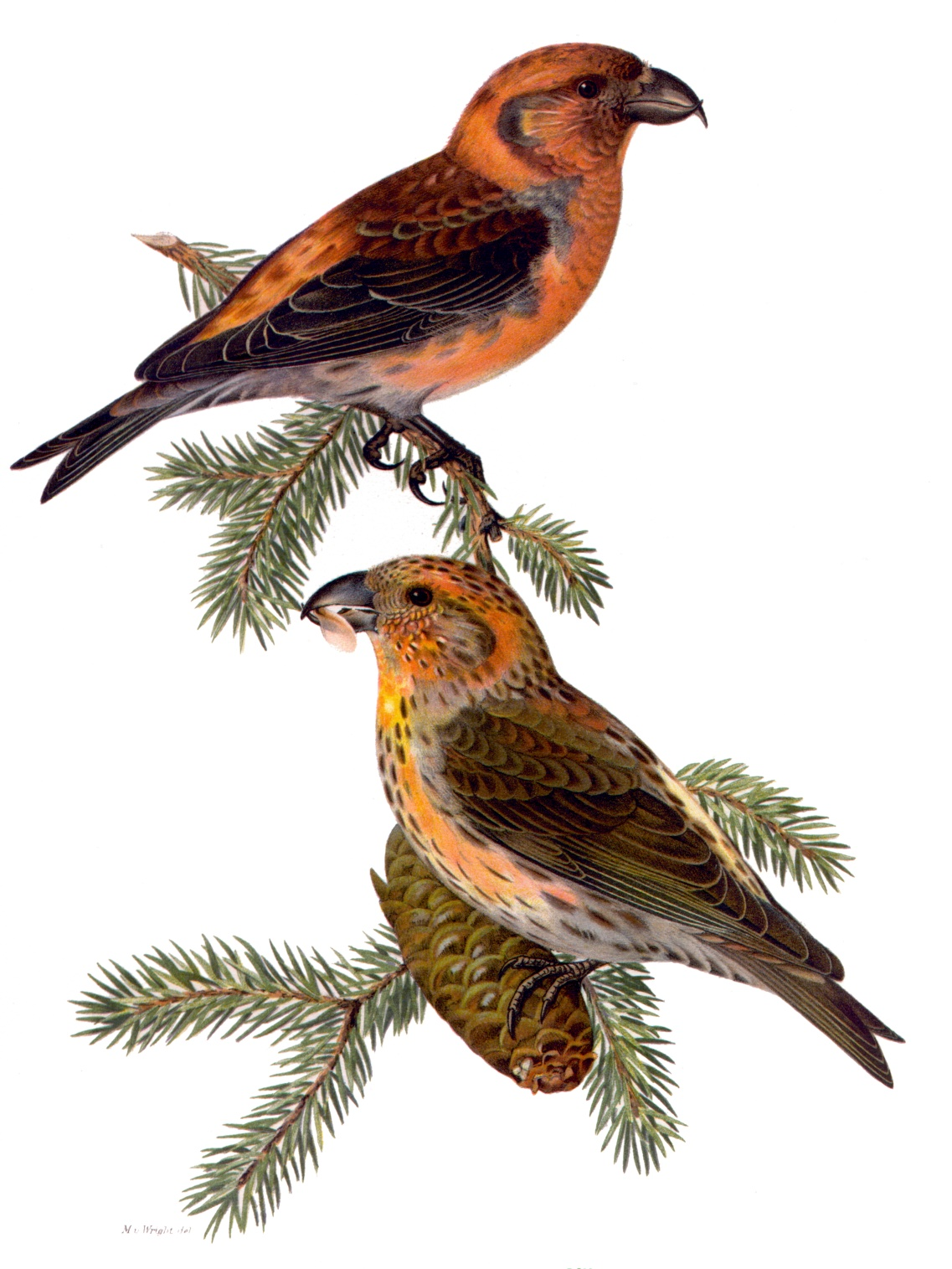
Dibuix de Magnus von Wright (segle xix)
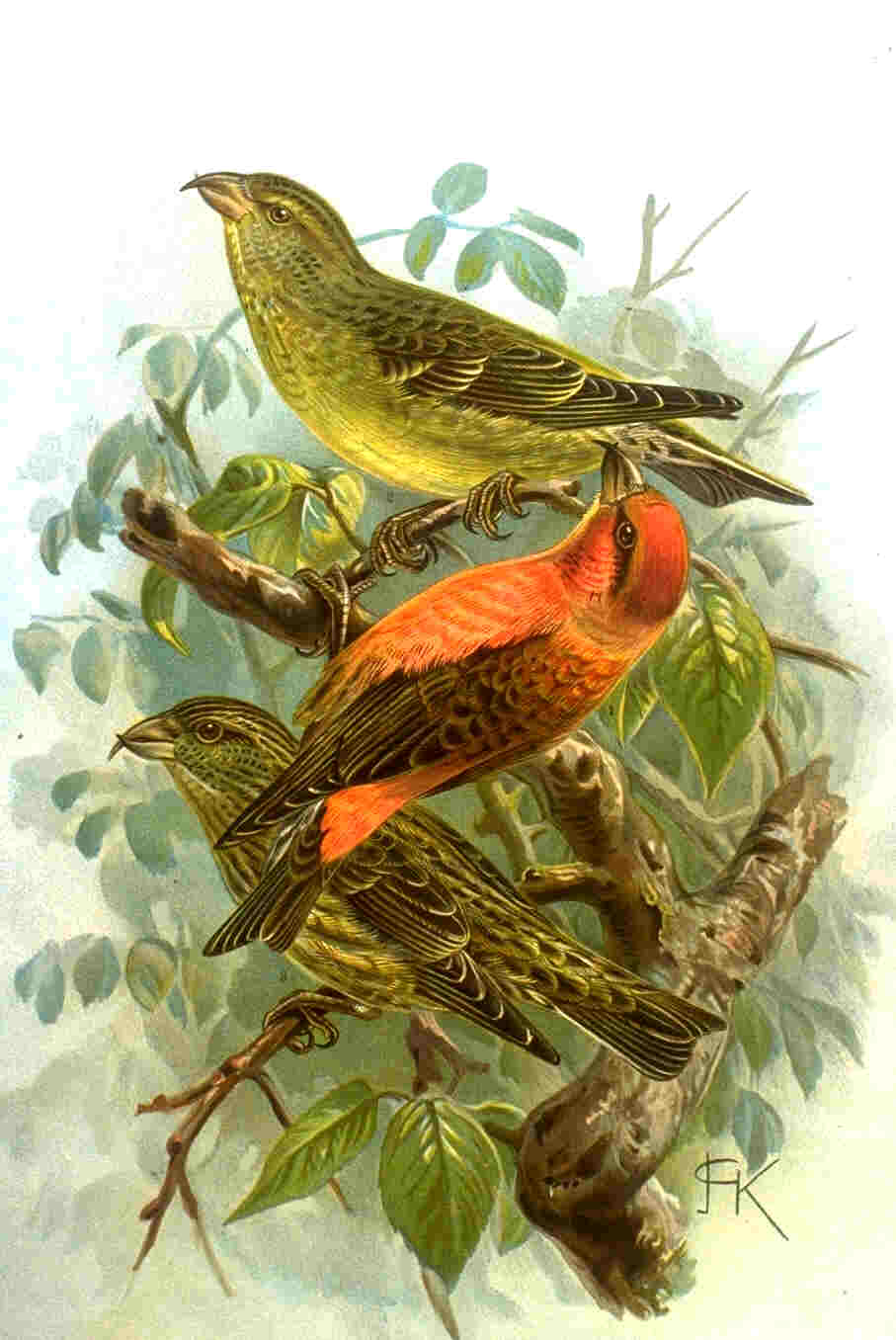
Dibuix de Johann Friedrich Naumann (segle xix)
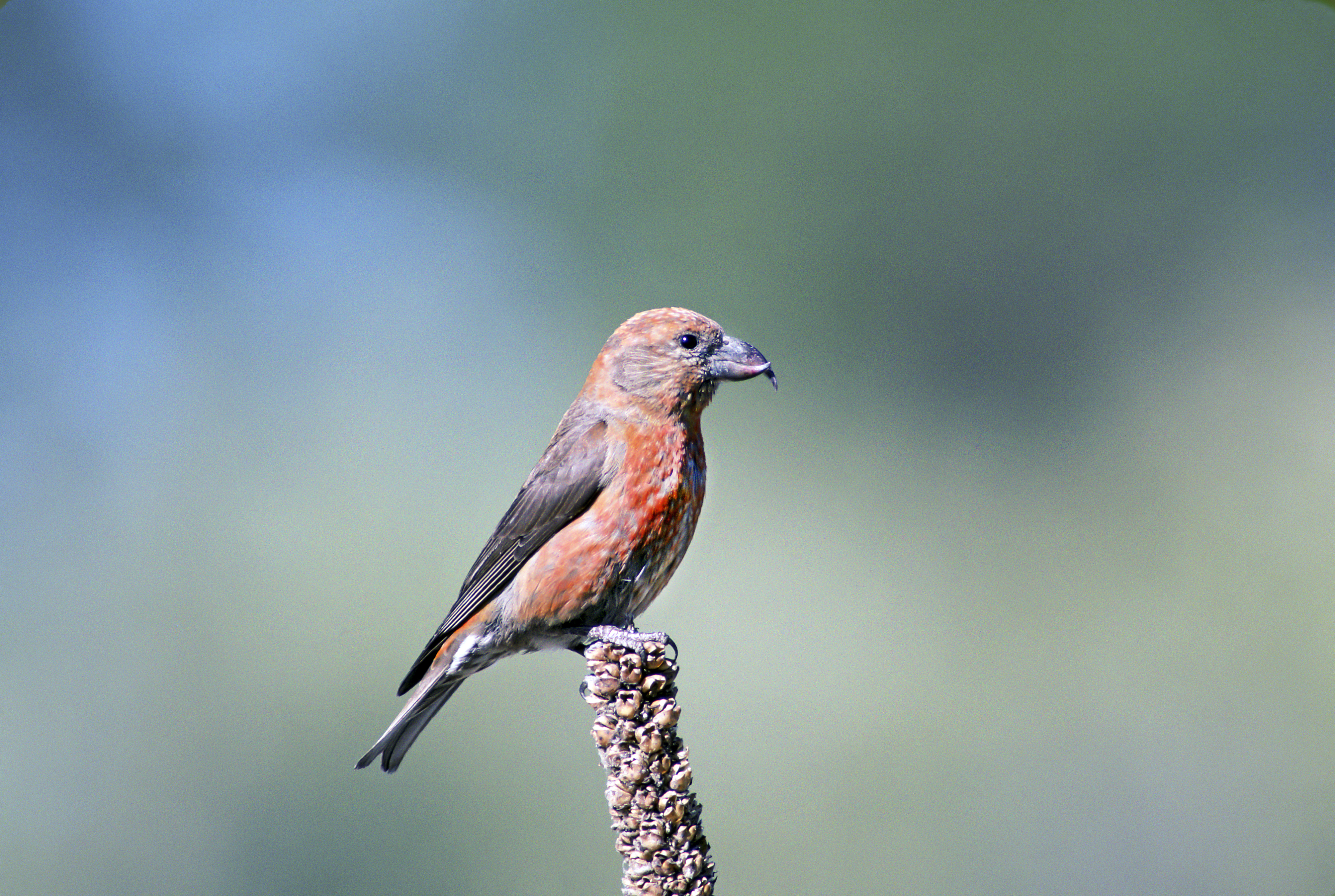
Trencapinyes en un bosc nacional d'Oregon
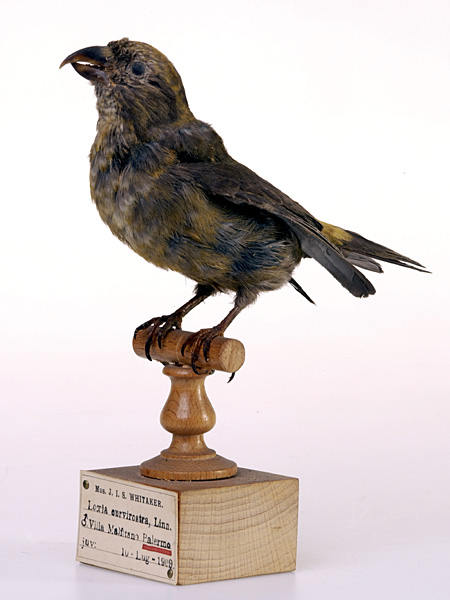
Exemplar dissecat
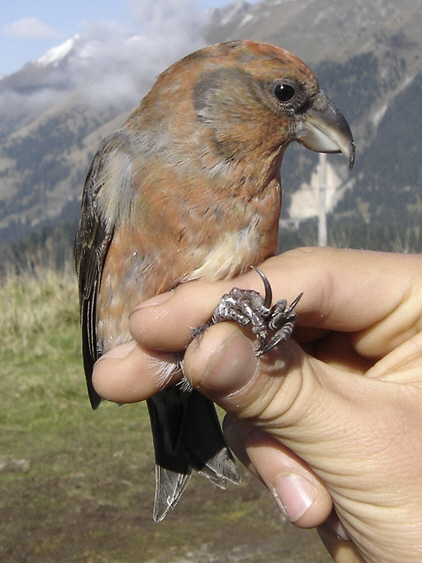
Mascle immadur

## Subespècies
- L. curvirostra altaiensis  (Sushkin, 1925).[20]
- L. curvirostra balearica  (Homeyer, 1862). Endèmica de les Illes Balears[12][21]
- L. curvirostra bendirei  (Ridgway, 1884).[22]
- L. curvirostra corsicana  (Tschusi, 1912).[23]
- L. curvirostra curvirostra  (Linnaeus, 1758).[24]
- L. curvirostra grinnelli  (Griscom, 1937).[25]
- L. curvirostra guillemardi  (Madarasz, 1903)
- L. curvirostra himalayensis  (Blyth, 1845).[26]
- L. curvirostra japonica  (Ridgway, 1884).[27]
- L. curvirostra luzoniensis  (Ogilvie-Grant, 1894).[28]
- L. curvirostra meridionalis  (Robinson & Kloss, 1919).[29]
- L. curvirostra mesamericana  (Griscom, 1937).[30]
- L. curvirostra minor  (C. L. Brehm, 1846)[31]
- L. curvirostra poliogyna  (Whitaker, 1898).[32]
- L. curvirostra pusilla  (Gloger, 1833).[33]
- L. curvirostra reai  (A. R. Phillips, 1981).[34]
- L. curvirostra stricklandi  (Ridgway, 1885).[35]
- L. curvirostra tianschanica  (Laubmann, 1927).[36]
- L. curvirostra vividior  (A. R. Phillips, 1981).[37]